# Zoomlion
Zoomlion Heavy Industry Science and Technology Co., Ltd. er en kinesisk producent af entreprenørmaskiner og jordbrugsmaskiner med hovedkvarter i Changsha, Hunan. Zoomlion er Kinas største indenfor entreprenørmaskiner.
Virksomheden blev etableret i 1992 som Changsha Hi-tech Development Area Zoomlion Construction Mechanical Industry Company.